# Robert North
Robert North, all'anagrafe Robert North Dodson (Charleston, 1º giugno 1945), è un danzatore, coreografo, insegnante e direttore di compagnia statunitense.

## Biografia
Ha frequentato la Central School of Art a Londra e qui ha iniziato a studiare danza nel 1964 con Kathleen Crofton e Errol Addison. Dal 1965 ha frequentato la scuola del Royal Ballet e contemporaneamente, dal 1966, la London School of Contemporary Dance. Ha studiato più tardi anche con Bob Cohan, Merce Cunningham, Matt Mattox, Hans Brenaa e Stanley Williams.
Ha iniziato l'attività di danzatore nel 1966 con il London Contemporary Dance Group; l'anno successivo è entrato a far parte della Martha Graham Company dove ha danzato fino al 1969, anno in cui è tornato a far parte del rinnovato London Contemporary Dance Theatre (LCDT).
Dopo aver iniziato l'attività di coreografo per il London Festival Ballet Workshop, proseguendo nel contempo quella di danzatore, ha elaborato coreografie per il LCDT, del quale nel 1975 è stato nominato coreografo associato. Per il gruppo londinese ha creato fra l'altro Troy Game (1974), balletto che gli ha dato fama internazionale, in seguito entrato nel repertorio di compagnie in tutto il mondo.
Tra il 1979 e l 1981 ha insegnato danza moderna alla scuola del Royal Ballet; nel 1980 è stato co-direttore artistico del LCDT. Nel 1981 ha assunto la direzione del Ballet Rambert, incarico che ha mantenuto fino al 1986; in seguito è stato attivo come danzatore e coreografo free-lance.
Nel 1990, interpretando una delle sue coreografie più celebri, Death and the maiden (creata nel 1980), ha lasciato l'attività di danzatore per dedicarsi interamente a quella di coreografo.
Negli anni 1990-1991 è stato direttore della compagnia di balletto del Teatro Regio di Torino; dal 1991 al 1996 direttore artistico della compagnia del GöteborgsOperan in Svezia; dal 1997 al 1999 direttore del corpo di ballo della Fondazione Arena di Verona; dal 1999 al 2002 direttore artistico dello Scottish Ballet a Glasgow. Dal 2007 dirige la compagnia di balletto del Teatro di Krefeld-Mönchengladbach in Germania e dal 2008 al 2010 è stato professore e direttore artistico della Heinz Bosl-Stiftung di Monaco di Baviera.
Artista dotato di squisita musicalità e raffinata poesia, ha creato oltre 80 balletti, collaborando con un centinaio di compagnie: fra quelle che hanno in repertorio le sue coreografie vanno menzionate lo Stuttgarter Ballett, il Royal Ballet, la Scala di Milano, il Dance Theatre of Harlem, il Balletto reale danese, la Batsheva Dance Company, la Komische Oper di Berlino, la Semperoper di Dresda, l'Opera di Budapest, il National Ballet of Canada, il New Zealand Ballet, il Tulsa Ballet Theatre, il San Carlo di Napoli, le Ballet de Toulouse, il San Francisco Ballet, il Grand Théâtre de Bordeaux, il Balletto nazionale di Ankara, l'Hong Kong Ballet, il Györi Ballet, il Teatro Nuovo di Torino, l'English National Ballet, lo Hamburg Ballett, il Pražský komorní balet, il Teatro dell'Opera di Roma e il Ballet du Grand Théâtre de Genève.
Ha coreografato inoltre per il cinema , il teatro di prosa, l'opera, la televisione (per la quale ha creato nel 1983 For my daughter, su musica di Leoš Janáček, premiato a Praga e nominato per un Emmy) e shows musicali (la versione teatrale di The Snowman, balletto creato nel 1993 con musiche di Howard Blake, viene ancor oggi allestita ogni anno, in occasione delle festività natalizie, nei teatri del West End londinese).
Ha ricevuto numerosi premi fra i quali: Best Ballet of the Year (Pribaoutki) a S. Francisco (1983); Golden Prague Award (1983); International Choreography Competition di Helsinki (1990); Premio Positano Léonide Massine (1995); Premio Danza e Danza (1998); Honorary Professor dell'Accademia di Danza ungherese di Budapest (2001).
È inoltre Delegato per la danza del Consejo Mundial de las Artes in Spagna dal 2001.
È sposato dal 1999 con la danzatrice statunitense Sheri Cook.

## Coreografie
- 1967: Death by Dimensions (mus. M. Parsons)
- 1967: Out of Doors (Béla Bartók)
- 1967: Pavane for a Dead Infanta (Maurice Ravel)
- 1970: Conversation Piece (Parsons)
- 1970: One Was the Other (M. Finnissy)
- 1970: Brian (Finnissy)
- 1974: Troy Game (Bob Downes, batucada)
- 1974: Dressed to Kill (H. Miller, D. Smith)
- 1975: Gladly, Badly, Madly, Sadly (con Lynn Seymour, mus. Davis)
- 1975: Running Gigures (G. Burgon)
- 1975: David and Goliath (con Wayne Sleep, mus. Davis)
- 1975: Still Life (Downes)
- 1976: Reflections (Howard Blake)
- 1976: Just a Moment (Downes, Kool and the Gang)
- 1977: Meeting and Parting (Blake, 1977)
- 1978: Scriabin Preludes and Studies (Aleksandr Nikolaevič Skrjabin)
- 1978: Dreams with Silences (Johannes Brahms)
- 1979: The Annunciation (Blake)
- 1979: The Water's Edge (Jethro Tull)
- 1980: Death and the Maiden (Franz Schubert)
- 1980: Lonely Town, Lonely Street (B. Withers)
- 1981: Songs and Dances (Schubert)
- 1982: Pribaoutki (Igor' Stravinskij)
- 1982: Electra (Benjamin Britten)
- 1983: For My Daughter (Leoš Janáček)
- 1983: Colour Moves (Christopher Benstead)
- 1984: Entre dos Aguas (Simon Rogers e Paco de Lucía)
- 1984: Miniatures (Stravinskij)
- 1985: Fanfare (Aaron Copland)
- 1985: Light and Shade (Stravinskij)
- 1985: Changing Shape (Talking Heads)
- 1986: Il giorno della follia (mus. rinascimentali)
- 1986: Pines of Rome (Ottorino Respighi)
- 1986: Der Schlaf der Vernunft (Dmitrij Šostakovič)
- 1987: Whip It to a Jelly (blues collage)
- 1987: Elvira Madigan (Benstead, Jean Sibelius, Carl Nielsen)
- 1988: Hora Zero (Astor Piazzolla)
- 1988: Sebastian (Gian Carlo Menotti)
- 1990: Las Vegas suite (vari)
- 1990: Romeo and Juliet (Sergej Prokof'ev)
- 1991: Living in America (Copland, George Gershwin e pop collage)
- 1992: A Stranger I Came (Schubert)
- 1992: Prince Rama and the Demons (Benstead)
- 1993: Life, Love and Death (mus. medioevali, Schubert e pop collage)
- 1993: The Russian Story (Pëtr Il'ič Čajkovskij, Šostakovič)
- 1993: The Snowman (Blake)
- 1994: Jungle (Benstead)
- 1994: Gaïté parisienne (Jacques Offenbach)
- 1994: Tango delle ore piccole (Carlos Gardel, Piazzolla)
- 1995: Petruška (Stravinskij)
- 1995: The Cradle Will Rock (Benstead)
- 1996: Eva (Blake)
- 1996: Bolero (Ravel)
- 1996: Ragazzi selvaggi (Enrico Rava)
- 1997: Cité dansante (Kernis, Leonard Bernstein, Roach)
- 1997: Light Fandango (M. O'Connor e Old Blind Dogs)
- 1997: Carmen (Benstead)
- 1997: Orlando (Sergio Rendine, con Carla Fracci all'Opera di Roma)
- 1999: Italian Songs (Pino Daniele, Lucio Dalla e altri)
- 2001: Bach Dances (Johann Sebastian Bach)
- 2002: Figures courantes (J. S. Bach)
- 2003: Simple Celebration (Britten)
- 2003: Dedalo (Antonio Cericola)
- 2003: Summer Breeze (Britten)
- 2004: O mar (Madredeus, Mariza, Amália Rodrigues)
- 2004: Maria di Lisbona (musiche tradizionali portoghesi, Madredeus, Mariza, Amália Rodrigues)
- 2004: Tempus fugit (Antonio Vivaldi)
- 2005: Wie Ihr's Wollt (miscellanea)
- 2005: Prometeo (Zoltán Kodály)
- 2005: Bach (J. S. Bach, Arvo Pärt)
- 2006: Carmina Burana (Carl Orff)
- 2006: Sogno di una notte di mezza estate (Felix Mendelssohn)
- 2006: La tempesta (Sibelius)
- 2007: Otello (Britten)
- 2007: Arcadia (Stravinskij)
- 2008: Verschollen (Janáček)
- 2008: Tschaikowskys Träume (Čajkovskij)
- 2010: Casanova (Vivaldi, Henry Purcell, Georg Philipp Telemann, Jean-Philippe Rameau)
- 2011: Fado (musiche tradizionali portoghesi e altro)
- 2012: Verlorene Kinder (André Parfenov)
- 2014: Lachen und Weinen (Fryderyk Chopin, Schubert)
- 2015: Chagall-Fantasie (Parfenov)
- 2016: Rhapsodie (Franz Liszt)
- 2016: Eine Frau ohne Namen (Blake)
- 2016: Pinocchio (Parfenov)
- 2017: Farbenspiel (Benstead)
- 2017: Teufelskreis (autori vari)
- 2018: Souvenirs aus West und Ost (Gershwin, Bernstein, Šostakovič)
- 2018: Nachtvariationen (Parfenov)
- 2019: Malevič (Parfenov)
- 2020: Beethoven! (Beethoven, Cage, Parfenov)
- 2021: Abstand (autori vari)
- 2021: Fade out (autori vari)
- 2021: Technical difficulties (autori vari)
- 2021: Auf der Suche (Parfenov)
- 2021: Winterreise (Schubert)
- 2022: Peter and the Wolf (Prokof'ev)
- 2023: Mata Hari  (Benstead)
- 2023: Seide-Band-Bandoneon (Parfenov)
- 2024: Facetten der Liebe (Brahms)